# 卡斯特縣 (科羅拉多州)
卡斯特縣（英語：Custer County）是美國科羅拉多州南部的一個縣。面積1,916平方公里。根據美國2000年人口普查，共有人口3,503人。縣治韋斯特克利夫（Westcliffe）。
成立於1877年3月9日。縣名紀念南北戰爭騎兵司令喬治·亞姆斯特朗·卡斯特。